# Француска Полинезија на Светском првенству у атлетици на отвореном 2022.
Француска Полинезија је учествовала на 18. Светском првенству у атлетици на отвореном 2022. одржаном у Јуџину  од 15. до 25. јула четрнаести пут. Репрезентацију Француске Полинезије представљала је 1 атлетичарка која се такмичила у трци на 100 метара.,
На овом првенству такмичарка Француске Полинезије није освојила ниједну медаљу али је остварила најбољи лични резултат сезоне.

## Учесници
Жене:
- Хереити Бернардино — 100 м

## Резултати

### Жене
| Атлетичарка        | Дисциплина | Лични рекорд | Квалификације | Квалификације | Полуфинале            | Полуфинале            | Финале                | Финале  | Детаљи |
| Атлетичарка        | Дисциплина | Лични рекорд | Резултат      | Место         | Резултат              | Место                 | Резултат              | Место   | Детаљи |
| ------------------ | ---------- | ------------ | ------------- | ------------- | --------------------- | --------------------- | --------------------- | ------- | ------ |
| Хереити Бернардино | 100 м      | 12,37        | 12,90 ЛРС     | 7. у гр. 5    | Није се квалификовала | Није се квалификовала | Није се квалификовала | 45 / 49 |        |